# تپه زرقان ۳
تپه زرقان ۳ مربوط به دوران‌های تاریخی پس از اسلام است و در شهرستان همدان، بخش فامنین، روستای زرقان واقع شده و این اثر در تاریخ ۱۱ شهریور ۱۳۸۲ با شمارهٔ ثبت ۹۸۶۳ به‌عنوان یکی از آثار ملی ایران به ثبت رسیده است.